# Kiskuncfalva
Kiskuncfalva (1892-ig Vilkóc, szlovákul: Vlkovce) község Szlovákiában, az Eperjesi kerületben, a Késmárki járásban.

## Fekvése
Késmárktól 15 km-re délkeletre, a Lőcsei-hegység délnyugati részén, a Duránd-patak forrásvidékén fekszik.

## Története
A falu a tatárjárás után keletkezett. 1268-ban „Vilgustorph”, 1312-ben „Wylkosdorff”, 1317-ben „Vilksdorf” néven írják, ez évtől a szepesi szász települések társulásának tagja. 1349-ben „Vilkfalva” néven említik. A 15. században elveszítette korábbi kiváltságait és jobbágyfalu lett, 1540-ben Lőcse városa kapta zálogba. 1605-ben csak két adózó portája volt. 1787-ben 15 házában 114 lakosa élt.
A 18. század végén Vályi András így ír róla: „VILKÓCZ. Kunzendorf. Tót falu Szepes Várm. földes Ura Görgei Uraság, lakosai katolikusok, ’s másfélék, fekszik Dráveczhez közel, és annak filiája; határja néhol sovány.”
1828-ban 19 háza volt 140 lakossal.
Fényes Elek 1851-ben kiadott geográfiai szótárában így ír a faluról: „Vilkócz, Kunczenczdorf, Szepes v. tót f. Durand fil. 138 kath., 2 evang. lak. F. u. a Görgey nemzetség. Ut. p. Lőcse.”
A trianoni diktátumig Szepes vármegye Lőcsei járásához tartozott.

## Népessége
| Év:            | 1994. | 2004.    | 2014.   | 2024.   |
| -------------- | ----- | -------- | ------- | ------- |
| Emberek száma: | 383   | 444      | 480     | 494     |
| Eltérés:       |       | +15,92 % | +8,10 % | +2,91 % |

| Év:            | 2023. | 2024.   |
| -------------- | ----- | ------- |
| Emberek száma: | 494   | 494     |
| Eltérés:       |       | -1,42 % |

1910-ben 164, többségben szlovák lakosa volt, jelentős lengyel kisebbséggel.
2001-ben 437 lakosából 434 szlovák volt.
2011-ben 469 lakosából 463 szlovák.

## Nevezetességei
- Jézus Szíve tiszteletére szentelt római katolikus temploma 1936-ban épült.